# Курылысшы
Курылысшы (каз. Құрылысшы) — село в Павлодарской области Казахстана. Находится в подчинении городской администрации Экибастуза. Входит в состав Кояндинского сельского округа. Код КАТО — 552244500.

## Население
По данным 1999 года, в селе не было постоянного населения. По данным переписи 2009 года, в селе проживало 175 человек (82 мужчины и 93 женщины).